# Turckheim
Pour les articles homonymes, voir De Turckheim.
Ne doit pas être confondu avec Bad Dürkheim.
Cet article possède un paronyme, voir Durkheim.
Turckheim (prononcé [tyʁkhaim] ou [tyʁkaim] ;  alsacien : Tercka) est une commune française située dans la circonscription administrative du Haut-Rhin et, depuis le 1er janvier 2021, dans le territoire de la Collectivité européenne d'Alsace, en région Grand Est.
Cette commune se trouve dans la région historique et culturelle d'Alsace.
Elle est surtout réputée pour ses vignobles.
Ses habitants sont appelés les Turckheimois et les Turckheimoises.

## Géographie

Rue des Vignerons, porte Brand ou Brand Tor.

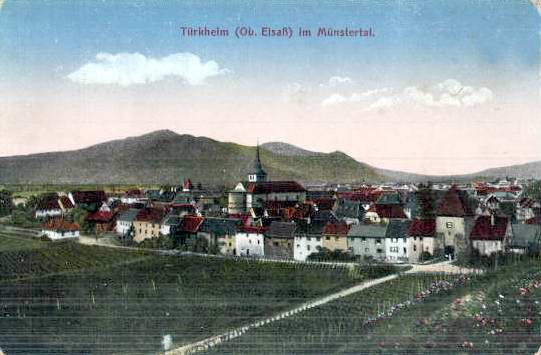
Turckheim en 1900.

### Localisation
Turckheim est située dans la vallée de la Fecht, en aval de Munster, et non loin de la ville de Colmar, chef-lieu du Haut-Rhin. Le village fait partie administrativement du canton de Wintzenheim et de l'arrondissement de Colmar-Ribeauvillé.
La commune est située sur la route des vins d'Alsace. Elle est également l'une des quinze étapes de la Route verte.

### Géologie et relief
Les fortifications de la vieille ville de Turckheim ont été construites sous une forme triangulaire. Les remparts sont percés de trois portes qui permettaient l'entrée dans la ville par des ponts-levis qui enjambaient le fossé dont il reste quelques vestiges. La porte de France est l'entrée principale de la ville et est orientée plein sud. La porte du Brand à l'est tient son nom de la colline qui la surplombe et la porte de Munster est, elle, orientée vers l'ouest en direction de la vallée de Munster.
Turckheim est une des 201 communes réparties sur quatre départements (les Vosges, le Haut-Rhin, le Territoire de Belfort et la Haute-Saône) du parc naturel régional des Ballons des Vosges.
Hydrogéologie et climatologie : Système d’information pour la gestion de l’Aquifère rhénan, par le BRGM :
Territoire communal : Occupation du sol (Corinne Land Cover); Cours d'eau (BD Carthage),
Géologie : Carte géologique; Coupes géologiques et techniques,
 Hydrogéologie : Masses d'eau souterraine; BD Lisa; Cartes piézométriques.

### Sismicité
Commune située dans une zone 3 de sismicité modérée.

### Hydrographie

#### Réseau hydrographique
La commune est dans le bassin versant du Rhin au sein du bassin Rhin-Meuse. Elle est drainée par la Fecht et le ruisseau de Logelbach,,.
La Fecht, d'une longueur de 49 km, prend sa source dans la commune de Metzeral et se jette  dans l'Ill à Illhaeusern, après avoir traversé 19 communes. Les caractéristiques hydrologiques de la Fecht sont données par la station hydrologique située sur la commune. Le débit moyen mensuel est de 4,29 m3/s. Le débit moyen journalier maximum est de 73,2 m3/s, atteint lors de la crue du 26 janvier 1995. Le débit instantané maximal est quant à lui de 102 m3/s, atteint le 25 janvier 1995.

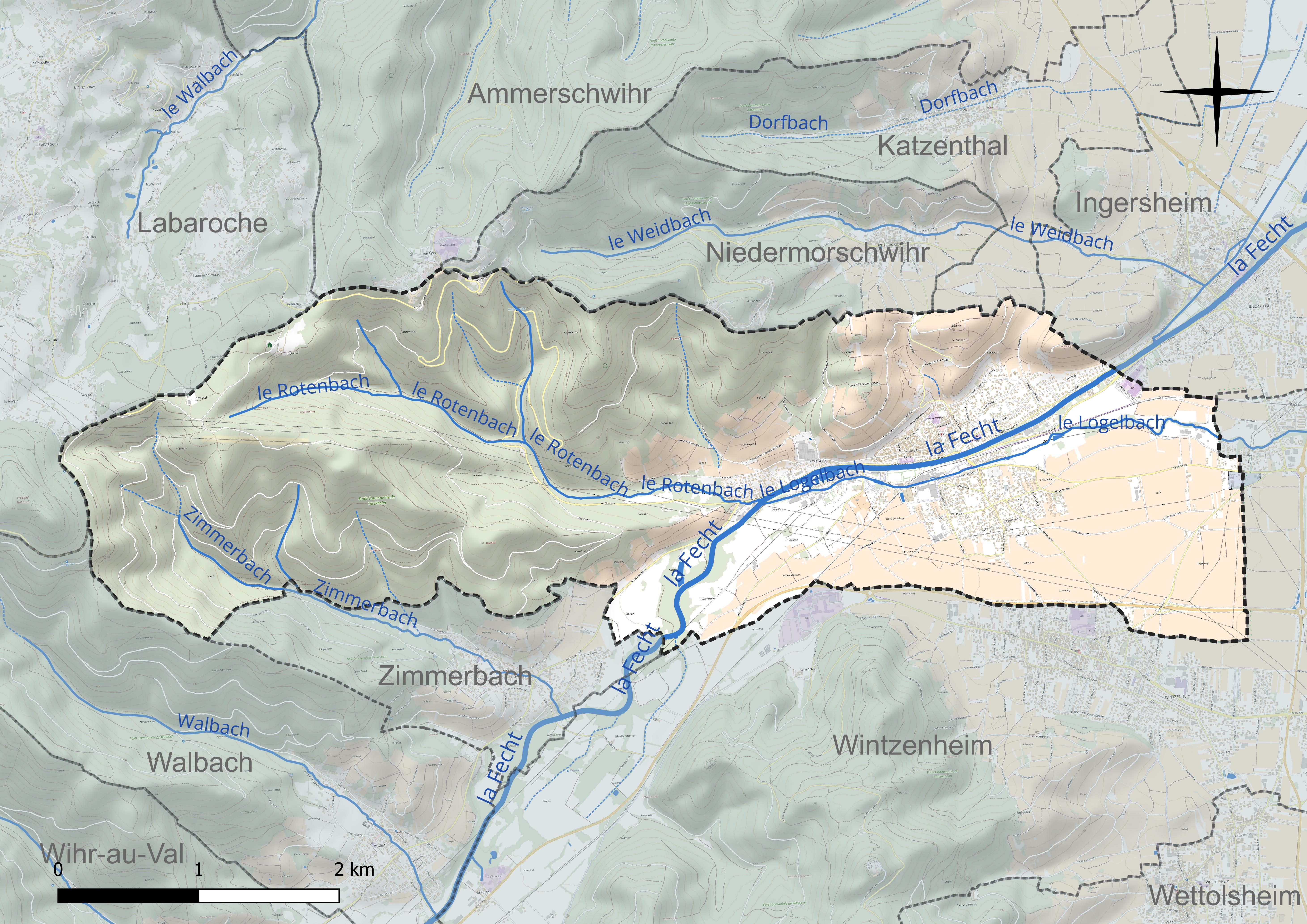
Réseau hydrographique de Turckheim.

#### Gestion et qualité des eaux
Le territoire communal est couvert par le schéma d'aménagement et de gestion des eaux (SAGE) « Ill Nappe Rhin ». Ce document de planification concerne la nappe phréatique rhénane, les cours d'eau de la plaine d'Alsace et du piémont oriental du Sundgau, les canaux situés entre l'Ill et le Rhin et les zones humides de la plaine d'Alsace. Le périmètre s’étend sur 3 596 km2. Il a été approuvé le 17 janvier 2005. La structure porteuse de l'élaboration et de la mise en œuvre est la région Grand Est.
La qualité des cours d’eau peut être consultée sur un site dédié géré par les agences de l’eau et l’Agence française pour la biodiversité.

### Climat
Pour des articles plus généraux, voir Climat du Grand Est et Climat du Haut-Rhin.
En 2010, le climat de la commune est de type climat des marges montargnardes, selon une étude du Centre national de la recherche scientifique s'appuyant sur une série de données couvrant la période 1971-2000. En 2020, Météo-France publie une typologie des climats de la France métropolitaine dans laquelle la commune est exposée à un climat semi-continental et est dans la région climatique  Vosges, caractérisée par une pluviométrie très élevée (1 500 à 2 000 mm/an) en toutes saisons et un hiver rude (moins de 1 °C).
Pour la période 1971-2000, la température annuelle moyenne est de 10,4 °C, avec une amplitude thermique annuelle de 17,6 °C. Le cumul annuel moyen de précipitations est de 676 mm, avec 8,9 jours de précipitations en janvier et 9,1 jours en juillet. Pour la période 1991-2020, la température moyenne annuelle observée sur la station météorologique installée sur la commune est de 9,8 °C et le cumul annuel moyen de précipitations est de 804,5 mm. 
La température maximale relevée sur cette station est de 35,7 °C, atteinte le 7 août 2015 ; la température minimale est de −20 °C, atteinte le 13 janvier 1987,,.
| Mois                                  | jan.           | fév.             | mars           | avril         | mai             | juin          | jui.           | août           | sep.           | oct.            | nov.             | déc.            | année     |
| ------------------------------------- | -------------- | ---------------- | -------------- | ------------- | --------------- | ------------- | -------------- | -------------- | -------------- | --------------- | ---------------- | --------------- | --------- |
| Température minimale moyenne (°C)     | −1,1           | −0,7             | 2,1            | 5,4           | 9,2             | 12,6          | 14,7           | 14,7           | 10,9           | 7,2             | 2,7              | 0               | 6,5       |
| Température moyenne (°C)              | 1,4            | 2,1              | 5,4            | 9,2           | 13,2            | 16,8          | 18,8           | 18,7           | 14,5           | 10,2            | 5,3              | 2,3             | 9,8       |
| Température maximale moyenne (°C)     | 4              | 4,8              | 8,7            | 13,1          | 17,1            | 20,9          | 22,9           | 22,7           | 18,1           | 13,1            | 7,8              | 4,7             | 13,2      |
| Record de froid (°C) date du record   | −20 13.01.1987 | −17,4 07.02.1991 | −13,5 01.03.05 | −7 13.04.1986 | −0,5 04.05.1987 | 3,2 02.06.06  | 6,3 13.07.1993 | 6,2 06.08.1987 | 2,5 30.09.1987 | −4,2 28.10.1997 | −11,7 18.11.1998 | −17,1 20.12.09  | −20 1987  |
| Record de chaleur (°C) date du record | 17,7 30.01.02  | 19,4 24.02.1990  | 23,5 31.03.21  | 26 22.04.18   | 30,9 25.05.09   | 34,5 30.06.19 | 35,5 05.07.15  | 35,7 07.08.15  | 30,4 15.09.20  | 26,7 09.10.23   | 19,2 20.11.09    | 18,6 16.12.1989 | 35,7 2015 |
| Précipitations (mm)                   | 67,5           | 56,6             | 54,5           | 53,1          | 81,7            | 73,6          | 73,4           | 69,3           | 60,1           | 74,3            | 61,1             | 79,3            | 804,5     |

| Diagramme climatique                                  |             |            |             |             |              |              |              |              |             |            |          |
| J                                                     | F           | M          | A           | M           | J            | J            | A            | S            | O           | N          | D        |
| 4−1,167,5                                             | 4,8−0,756,6 | 8,72,154,5 | 13,15,453,1 | 17,19,281,7 | 20,912,673,6 | 22,914,773,4 | 22,714,769,3 | 18,110,960,1 | 13,17,274,3 | 7,82,761,1 | 4,7079,3 |
| Moyennes : • Temp. maxi et mini °C • Précipitation mm |             |            |             |             |              |              |              |              |             |            |          |

Les paramètres climatiques de la commune ont été estimés pour le milieu du siècle (2041-2070) selon différents scénarios d'émission de gaz à effet de serre à partir des nouvelles projections climatiques de référence DRIAS-2020. Ils sont consultables sur un site dédié publié par Météo-France en novembre 2022.

### Voies de communications et transports

#### Voies routières
- A35 aussi appelée autoroute des cigognes ou l'Alsacienne. Échangeur Houssen.

#### Transports en commun
- Transports en Alsace.
- Fluo Grand Est.

#### Lignes SNCF

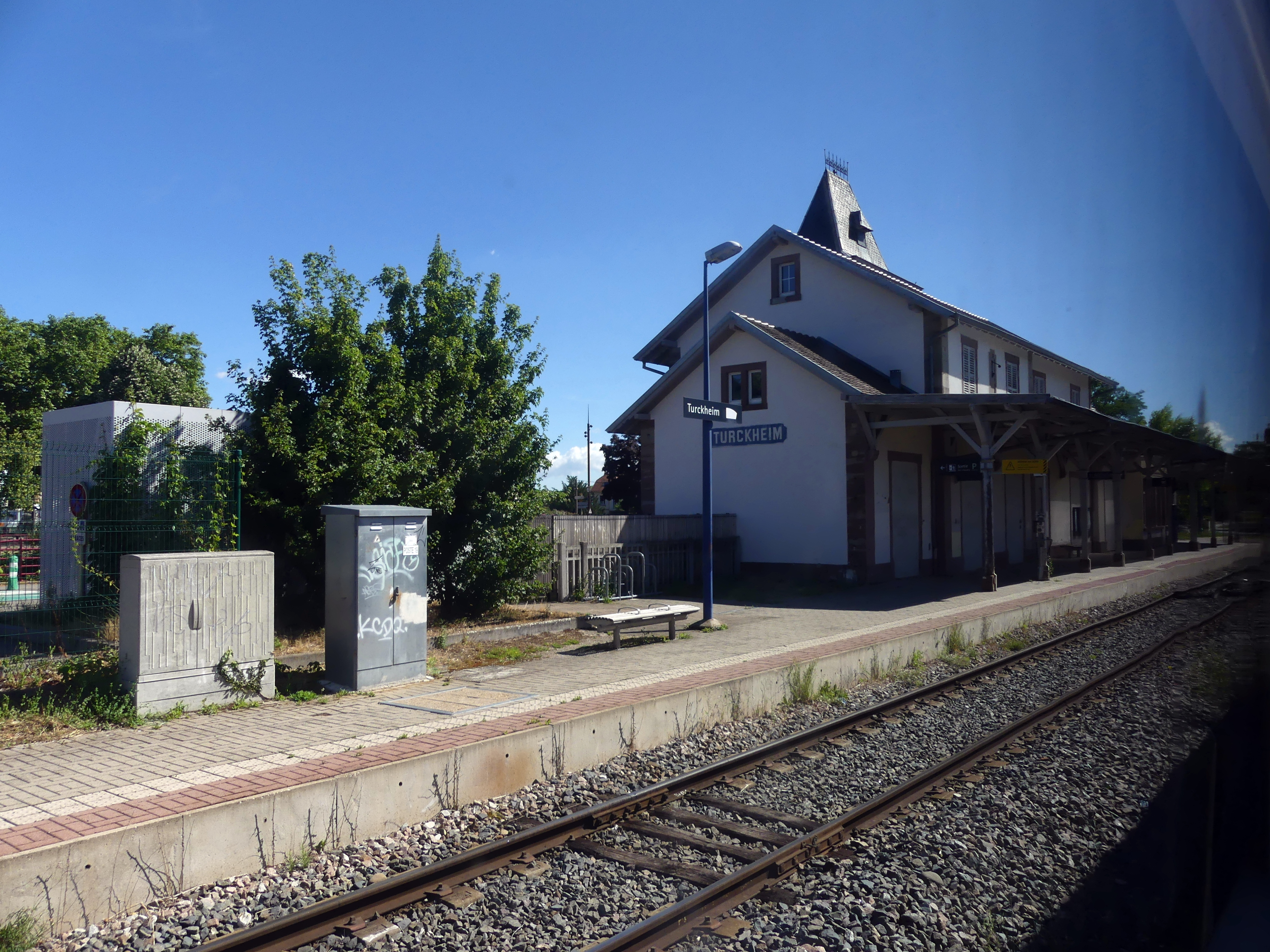
Gare de Turckheim.

- Gare de Turckheim.
- Gare d'Ingersheim Cité Scolaire.
- Gare de Logelbach.
- Gare de Colmar-Saint-Joseph.
- Gare de Walbach.

#### Les bus Trace
Cette commune est desservie par les lignes et arrêts suivants :
| Lignes   |                                               |                                                                            |
| Parcours | Arrêts dans la commune                        |                                                                            |
| 8        | Turckheim Tuileries - Europe - Gare – Théâtre | Fecht, Place de la République, Quai du Dr Pfleger, Cité Turenne, Tuileries |
| 25       | Walbach / Trois-Épis / Théâtre – Gare         | Fecht, Place de la République, Brand, Quai du Dr Pfleger, Cité Turenne     |

### Intercommunalité
Commune membre de la Communauté urbaine Colmar Agglomération.

## Urbanisme

### Typologie
Au 1er janvier 2024, Turckheim est catégorisée ceinture urbaine, selon la nouvelle grille communale de densité à sept niveaux définie par l'Insee en 2022.
Elle appartient à l'unité urbaine de Colmar, une agglomération intra-départementale regroupant sept  communes, dont elle est une commune de la banlieue,,. Par ailleurs la commune fait partie de l'aire d'attraction de Colmar, dont elle est une commune de la couronne,. Cette aire, qui regroupe 95 communes, est catégorisée dans les aires de 50 000 à moins de 200 000 habitants,.

### Occupation des sols
L'occupation des sols de la commune, telle qu'elle ressort de la base de données européenne d’occupation biophysique des sols Corine Land Cover (CLC), est marquée par l'importance des forêts et milieux semi-naturels (55,8 % en 2018), en diminution par rapport à 1990 (58 %). La répartition détaillée en 2018 est la suivante : 
forêts (55,8 %), cultures permanentes (27,5 %), zones urbanisées (11,1 %), zones agricoles hétérogènes (5,6 %). L'évolution de l’occupation des sols de la commune et de ses infrastructures peut être observée sur les différentes représentations cartographiques du territoire : la carte de Cassini (XVIIIe siècle), la carte d'état-major (1820-1866) et les cartes ou photos aériennes de l'IGN pour la période actuelle (1950 à aujourd'hui).

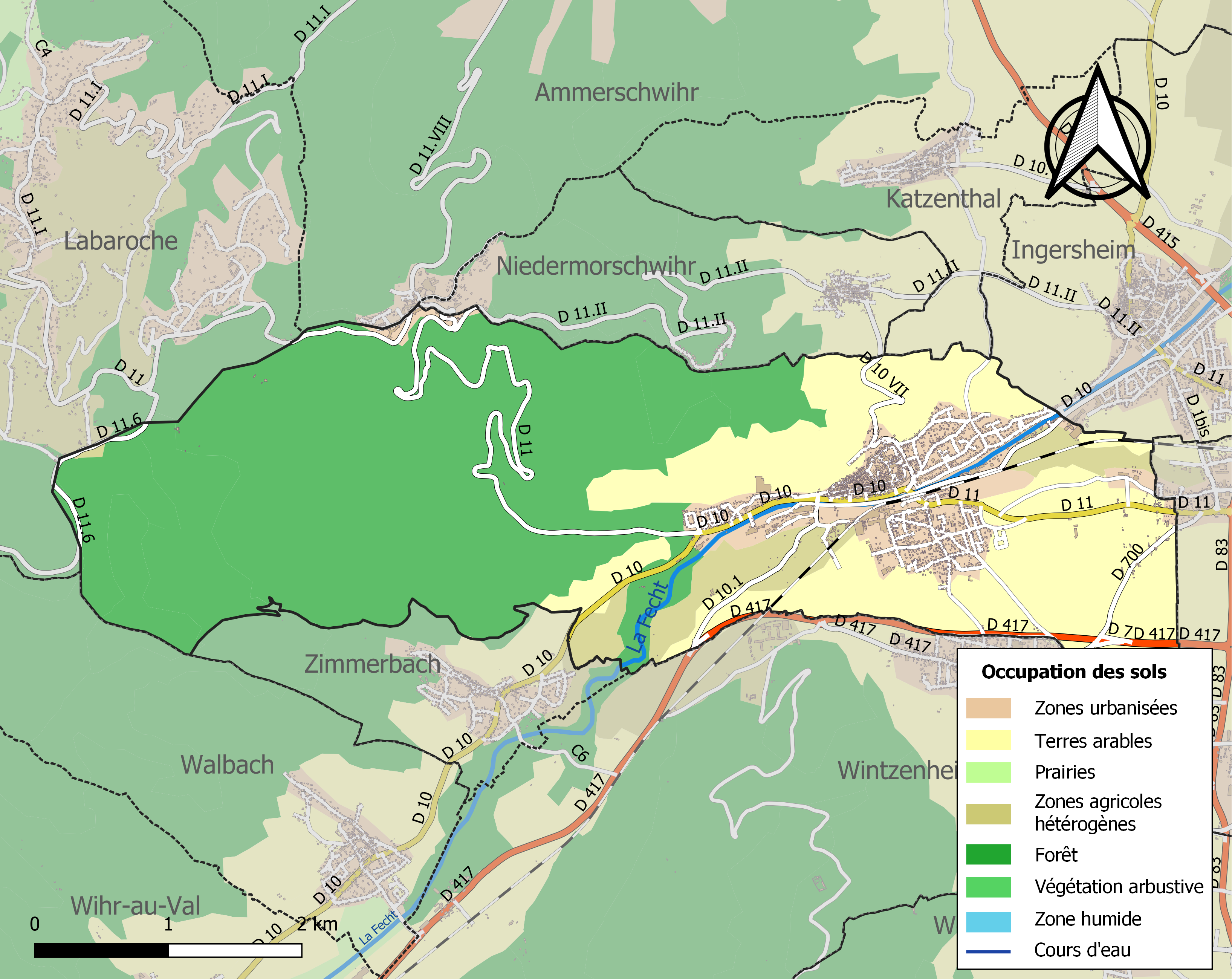
Carte des infrastructures et de l'occupation des sols de la commune en 2018 (CLC).

## Histoire
D'après les éléments archéologiques trouvés, on suppose que les environs de Turckheim étaient déjà peuplés à l'époque romaine.
Quand les tribus germaniques envahirent l'Empire romain en traversant le Rhin, les Thuringes s'installèrent ici. Leur nom a alors probablement donné celui de la ville : d'abord Thorencohaime puis Thuringheim. Une autre théorie, corroborée par le blason qui dès lors ne serait plus représentatif, mais éponyme, veut l'existence d'une maison forte (heim)  à la grande porte (Thur) et au grand anneau (Ring), d'où le nom Thur-ring-heim. Thuringheim appartenait durant le haut Moyen Âge pour partie à l'abbaye de Munster, pour autre partie à la seigneurie de Hohlandsberg (francisé en « Haut-Landsbourg » ou « Hohlandsbourg »), ceci au sein de l'Empire germanique.
En 1312, Turckheim est devenue une ville libre d'Empire. En 1315 a débuté la construction des remparts, qui sont encore aujourd'hui en excellent état. En 1354, la ville disposait déjà des privilèges urbains de même que du droit de tenir marché. Elle rejoignit la même année la Décapole, la ligue des villes libres d'Alsace. À la paix de Westphalie, en 1648, qui mit un terme à la guerre de Trente Ans, la France obtint les possessions des Habsbourg en Alsace. Les villes libres impériales de la Décapole, dont Turckheim, tiennent elles à conserver leur immédiateté d'Empire et refusent de jurer fidélité au roi de France. Celui-ci pratique alors une politique de réunion visant à annexer ces villes, ce qui est obtenu en 1678, lors de la paix de Nimègue.
Entre-temps eut lieu le 5 janvier 1675 une bataille opposant les armées du roi de France Louis XIV, conduites par le maréchal Turenne, à celles de l'empereur Léopold Ier et du prince-électeur de Brandebourg Frédéric-Guillaume Ier.
Celle-ci voit la victoire des troupes françaises malgré leur infériorité numérique. Les Turckheimois ayant participé à la bataille en venant en aide aux troupes brandebourgeoises, le maréchal Turenne fit occuper la ville par ses troupes durant deux semaines. Un terrible massacre y fut perpétré par les troupes royales françaises.
En 1871, à la suite de la guerre franco-prussienne, la ville rejoignit avec le reste de l'Alsace l'Empire allemand, avant de repasser de nouveau à la France en 1918.
Turckheim possède de nombreuses maisons à colombage, caractéristiques de l'Alsace et de certaines régions allemandes et françaises.
Le 4 février 1945, Turckheim est libérée par le 112e régiment d'infanterie de la 28e division d'infanterie US aidé par des éléments 1er bataillon de choc français.

### Tradition du veilleur de nuit
Turckheim est une des seules villes de France où subsiste encore un veilleur de nuit, qui effectue sa ronde tous les soirs à 22 h du 1er mai au 31 octobre, les trois premiers samedis de l'Avent à 22 h, et chaque 31 décembre, à minuit essentiellement pour le folklore et le tourisme. Cet événement est mis en place pour se remémorer une page d'histoire qui avait lieu au XIIIe siècle quand subsistait encore un veilleur de nuit dans le but d'éviter les incendies,.

### Héraldique
| Blason de Turckheim | Les armes de Turckheim se blasonnent ainsi : « D'argent à la porte de gueules, les pentures et l'annelet de sable. » |

Connues dès 1212, les armoiries sont peut-être inspirées par le sceau à la porte du chevalier Wetzel de Bicksberg (de). La porte est l'éponyme du nom de la commune.

## Politique et administration

### Budget et fiscalité 2021
En 2021, le budget de la commune était constitué ainsi :
- total des produits de fonctionnement : 3 646 000 €, soit 936 € par habitant ;
- total des charges de fonctionnement : 2 875 000 €, soit 738 € par habitant ;
- total des ressources d'investissement : 982 000 €, soit 252 € par habitant ;
- total des emplois d'investissement : 1 906 000 €, soit 489 € par habitant ;
- endettement : 236 000 €, soit 61 € par habitant.

Avec les taux de fiscalité suivants :
- taxe d'habitation : 9,11 % ;
- taxe foncière sur les propriétés bâties : 23,52 % ;
- taxe foncière sur les propriétés non bâties : 34,59 % ;
- taxe additionnelle à la taxe foncière sur les propriétés non bâties : 0,00 % ;
- cotisation foncière des entreprises : 0,00 %.

Chiffres clés Revenus et pauvreté des ménages en 2020 : médiane en 2020 du revenu disponible, par unité de consommation : 24 900 €.

## Population et société

### Démographie

#### Pyramide des âges
L'évolution du nombre d'habitants est connue à travers les recensements de la population effectués dans la commune depuis 1793. Pour les communes de moins de 10 000 habitants, une enquête de recensement portant sur toute la population est réalisée tous les cinq ans, les populations de référence des années intermédiaires étant quant à elles estimées par interpolation ou extrapolation. Pour la commune, le premier recensement exhaustif entrant dans le cadre du nouveau dispositif a été réalisé en 2007.

En 2022, la commune comptait 4 033 habitants, en évolution de +7,06 % par rapport à 2016 (Haut-Rhin : +0,66 %, France hors Mayotte : +2,11 %).
| 1793  | 1800  | 1806  | 1821  | 1831  | 1836  | 1841  | 1846  | 1851  |
| ----- | ----- | ----- | ----- | ----- | ----- | ----- | ----- | ----- |
| 2 055 | 1 934 | 2 212 | 1 976 | 2 736 | 2 747 | 2 758 | 2 858 | 2 879 |

| 1856  | 1861  | 1866  | 1871  | 1875  | 1880  | 1885  | 1890  | 1895  |
| ----- | ----- | ----- | ----- | ----- | ----- | ----- | ----- | ----- |
| 2 930 | 2 946 | 2 929 | 2 694 | 2 547 | 2 496 | 2 544 | 2 462 | 2 427 |

| 1900  | 1905  | 1910  | 1921  | 1926  | 1931  | 1936  | 1946  | 1954  |
| ----- | ----- | ----- | ----- | ----- | ----- | ----- | ----- | ----- |
| 2 509 | 2 594 | 2 522 | 2 369 | 2 441 | 2 532 | 2 692 | 2 493 | 2 673 |

| 1962  | 1968  | 1975  | 1982  | 1990  | 1999  | 2006  | 2007  | 2012  |
| ----- | ----- | ----- | ----- | ----- | ----- | ----- | ----- | ----- |
| 3 028 | 3 028 | 3 609 | 3 510 | 3 567 | 3 594 | 3 714 | 3 731 | 3 723 |

| 2017  | 2022  | - | - | - | - | - | - | - |
| ----- | ----- | - | - | - | - | - | - | - |
| 3 776 | 4 033 | - | - | - | - | - | - | - |

Sources : Insee.

## Économie

### Entreprises et commerces

#### Agriculture-viticulture
- Turckheim est une cité viticole réputée pour ses cépages de très haute qualité. La légende du dragon du Brand explique d'ailleurs la qualité de ces vins. Jadis une mer s'étendait dans la plaine d'Alsace. Un jour, un dragon sortit des eaux et grimpa au sommet de la colline du Brand où il s'endormit. Mais le soleil et la chaleur furent tels que de ses écailles fondirent et l'animal se vida de son sang. Ce sang se répandit et pénétra la terre de la colline du Brand. Des siècles plus tard, une fois que la mer se fut retirée, les hommes bâtirent une cité au pied du Brand et plantèrent des vignes sur cette colline qui, fertilisée du sang du dragon, donna un cru exceptionnel (le Brand est reconnu parmi les 51 grands crus d'Alsace). La Cave de Turckheim existe depuis 1955 ; elle s'étend sur 340 hectares de vignoble et produit 3 500 000 bouteilles chaque année[40].
- Culture de légumes, de melons, de racines et de tubercules.
- Culture et élevage associés.
- Élevage d'autres animaux.

#### Tourisme
- Hébergements et restauration.

#### Commerces
Turckheim a été le siège d'une grande dynastie de papetiers, les Schwindenhammer. Venant de la ville voisine Ingersheim où ils étaient déjà connus comme fabricants d'armes blanches, l'histoire de cette famille débute à Turckheim en 1746 à la suite du rachat d'un ancien moulin à papier qui était en liquidation judiciaire.
Commerces et services de proximité.

## Lieux et monuments

### Patrimoine religieux
- Église Sainte-Anne (monument historique : inscription en 1930)[42].

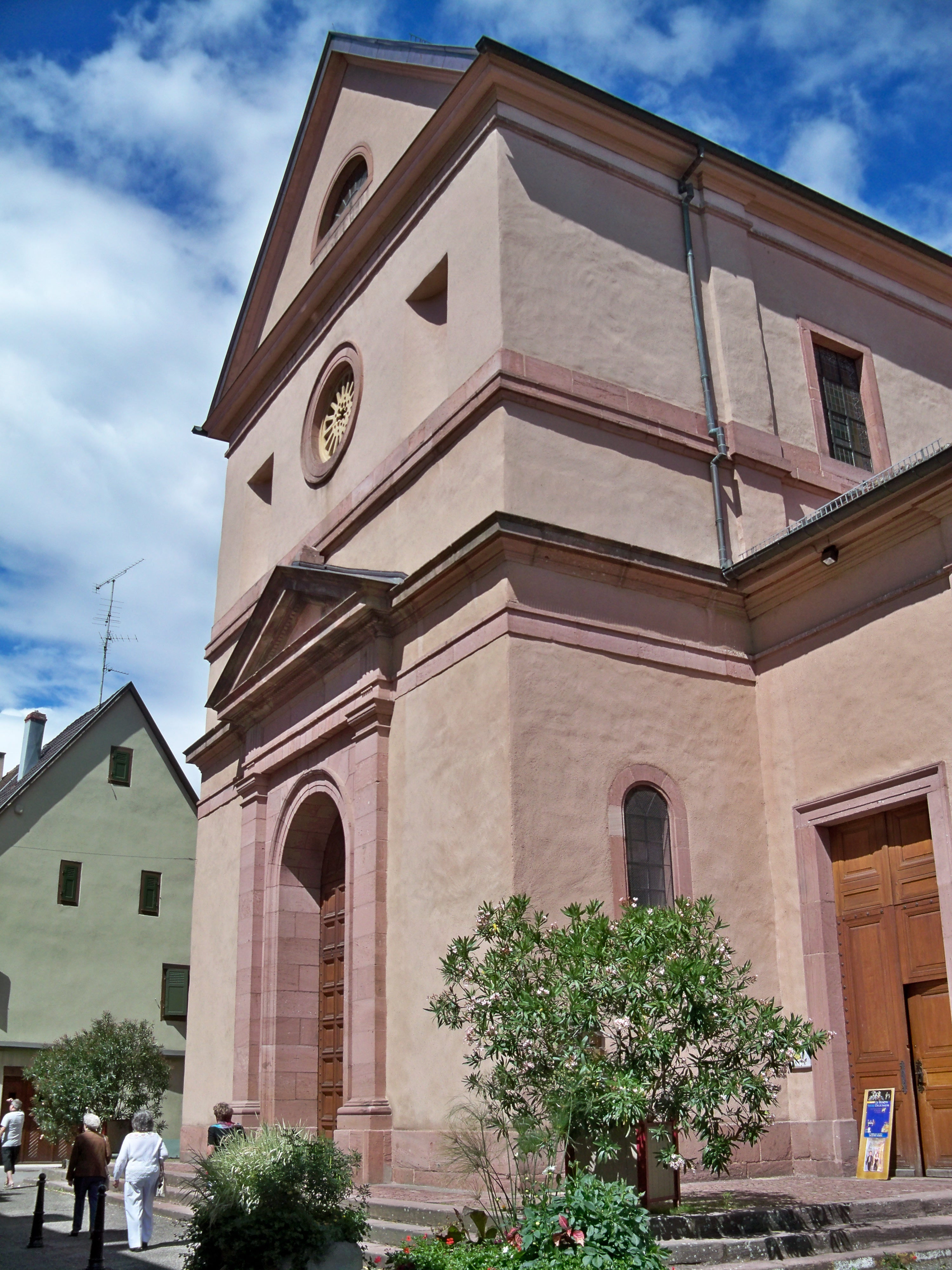
Église Sainte-Anne : façade néo-classique.
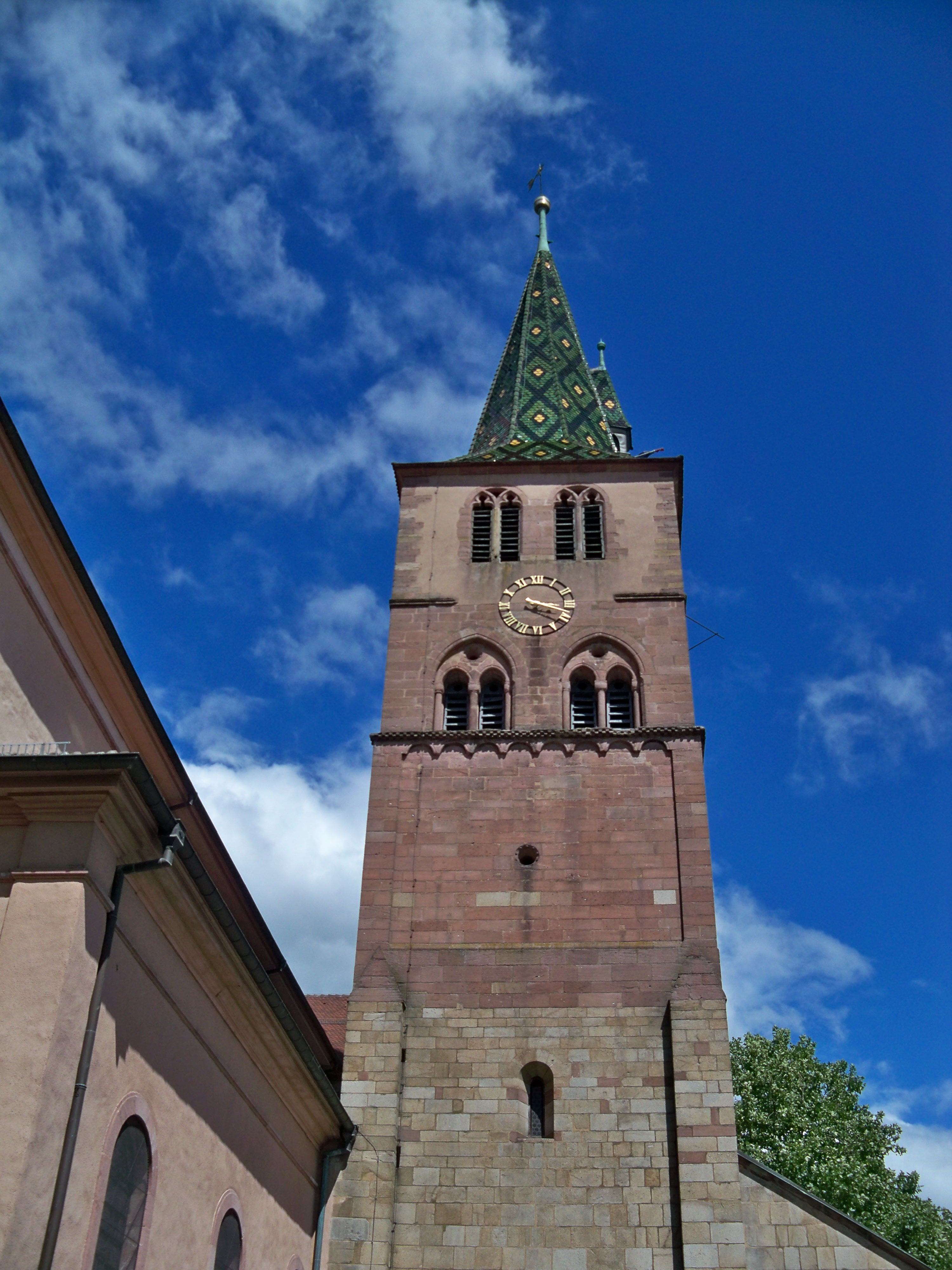
Clocher gothique.
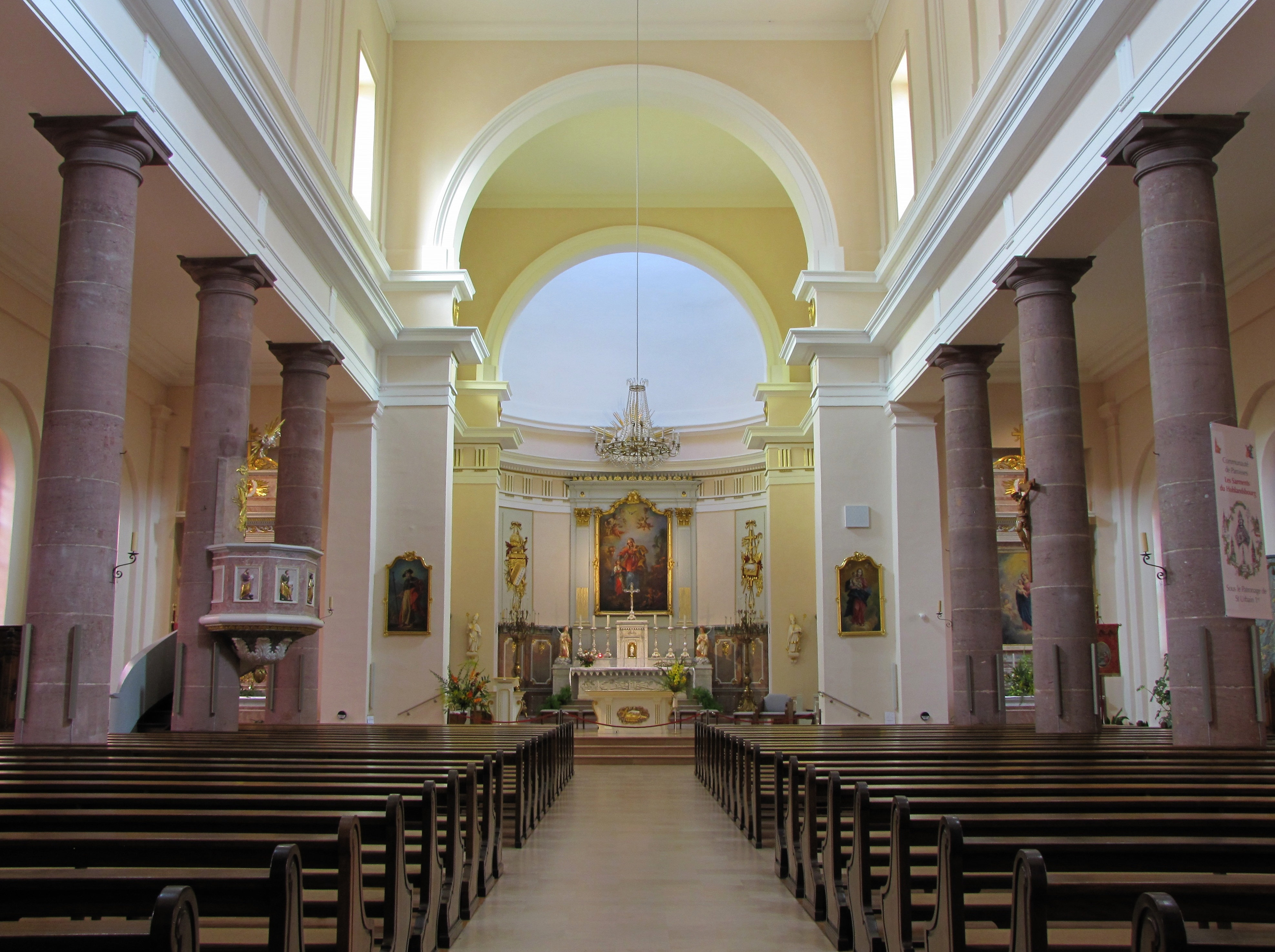
Vue intérieure de la nef vers le chœur.
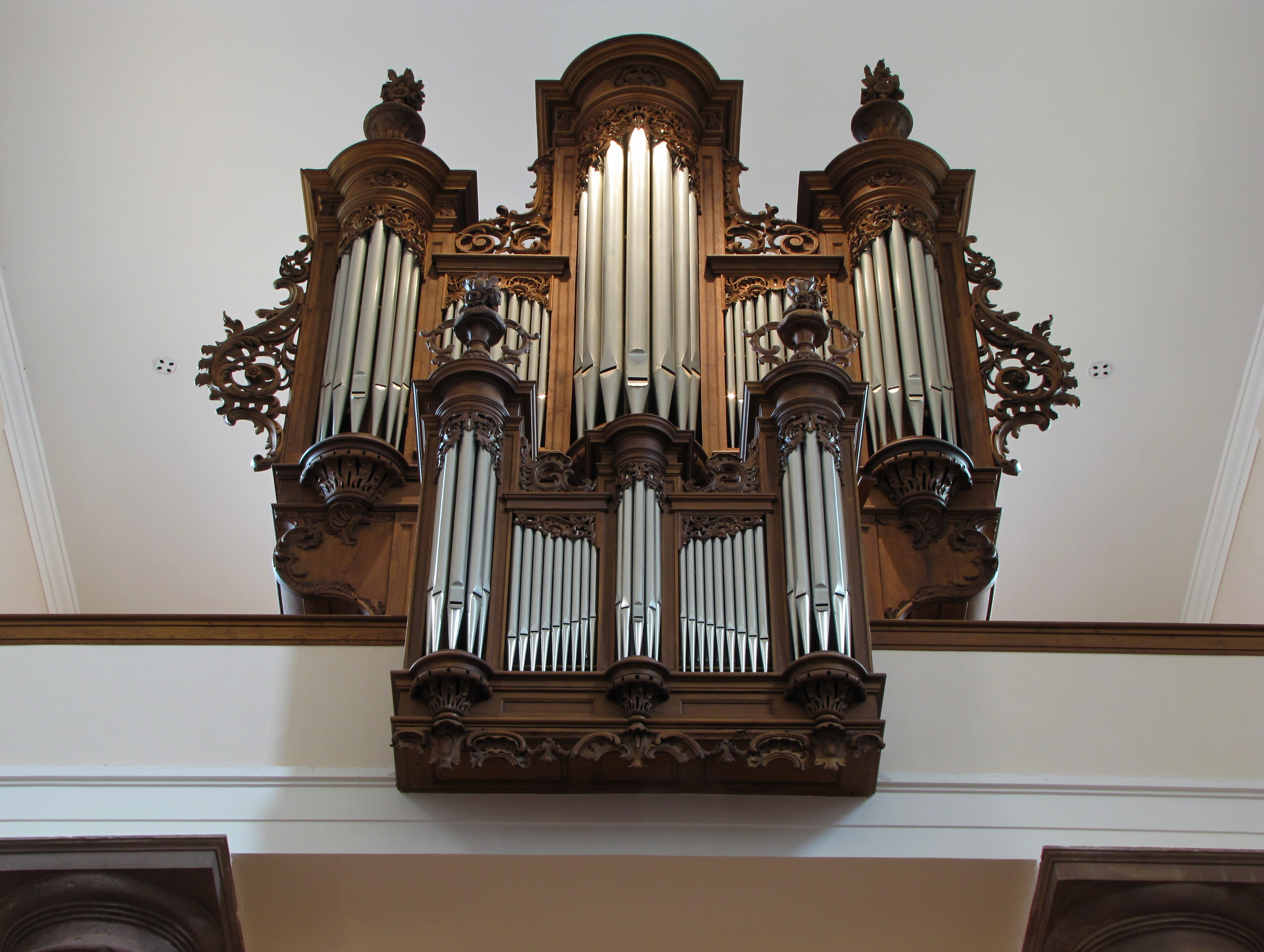
Orgue Johann Andreas Silbermann-Kern (1755), construit pour l'abbaye cistercienne de Pairis[43],[44].
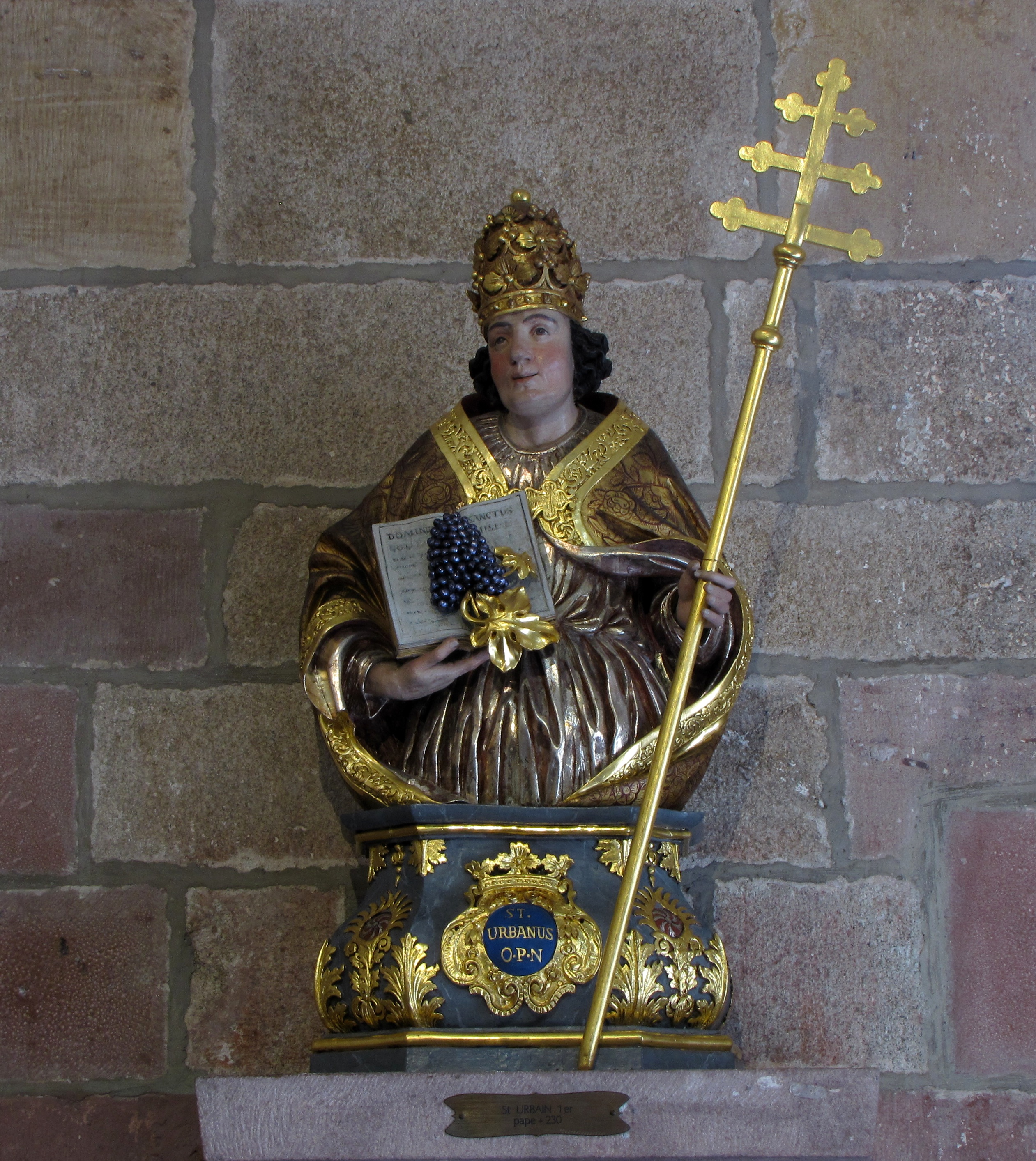
Statue de Saint-Urbain (1822)[45].
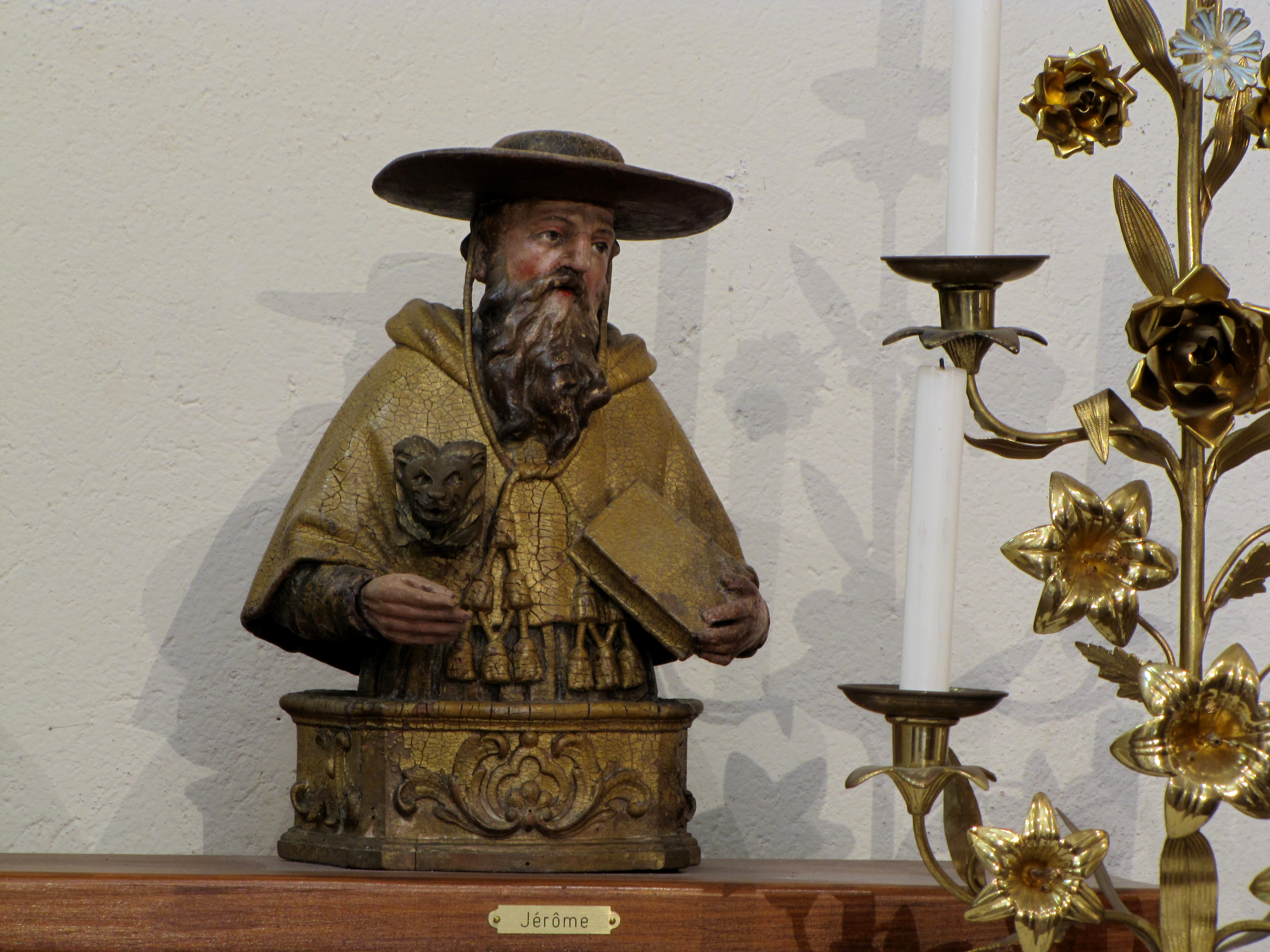
Buste de Saint-Jérôme (XVIIIe)[46].

- Chapelle des Frères, au Butzental[47].
- Chapelle Saint-Symphorien, route de Colmar au cimetière.
- Dalle funéraire, de Conrad et Jean Wickram dans le cimetière[48].
- Ancien lieu de culte israélite. Il n'en subsiste qu'un immeuble ayant servi au culte jusqu'au début du siècle, et transformé aujourd'hui en maison d'habitation[49].
- Abbaye de Munster.

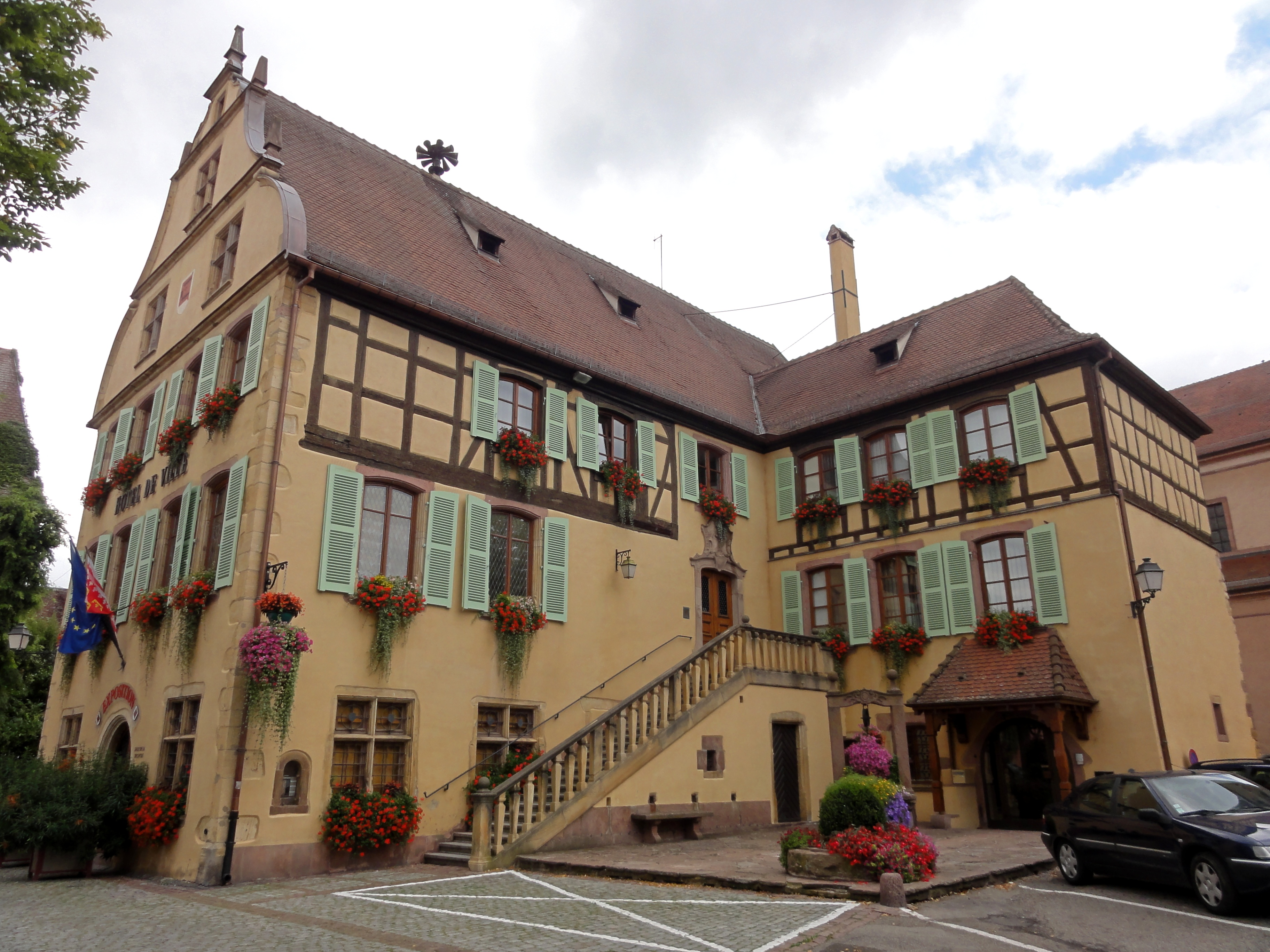
Hôtel de ville (1598).
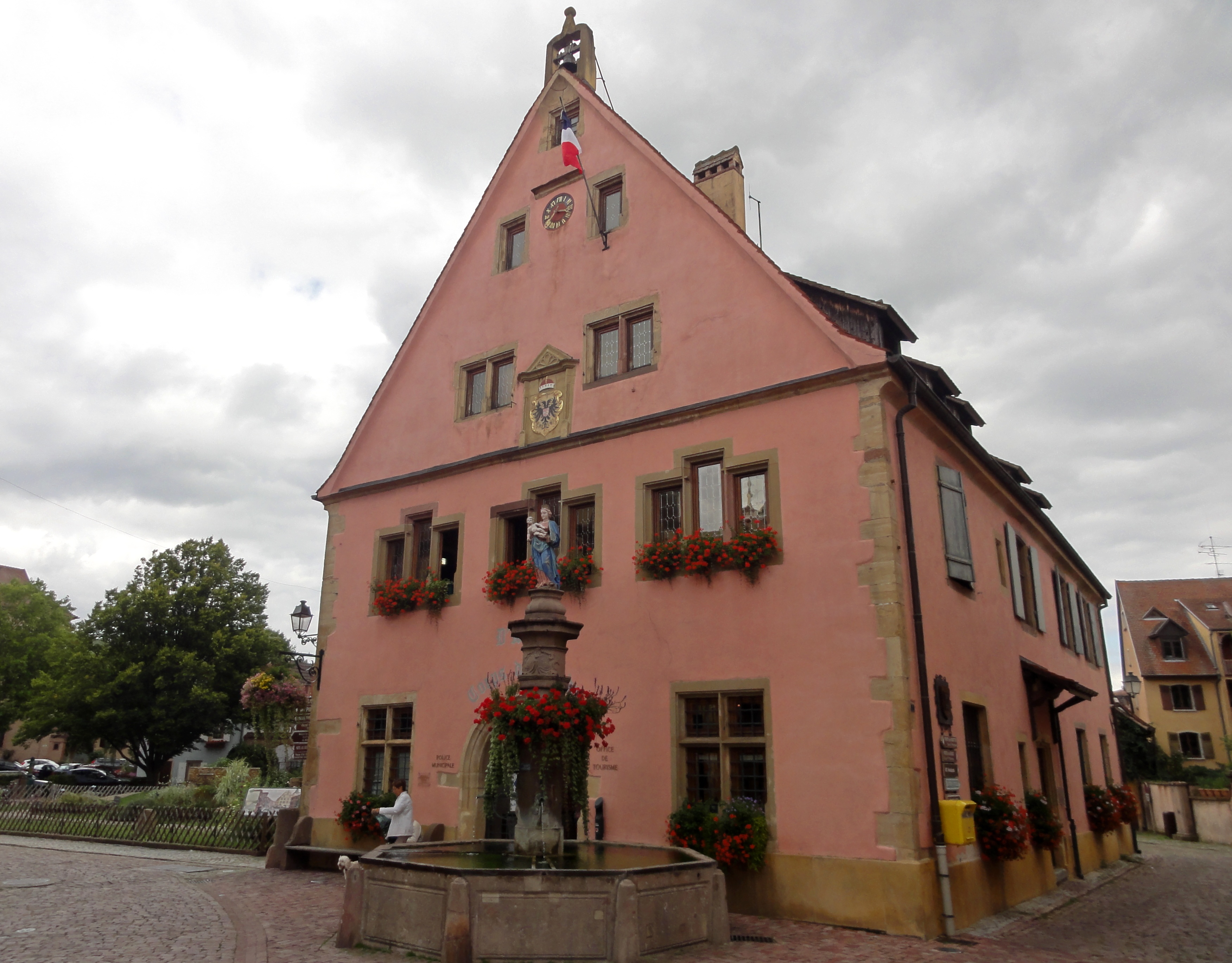
Ancien corps de garde (XVIe).
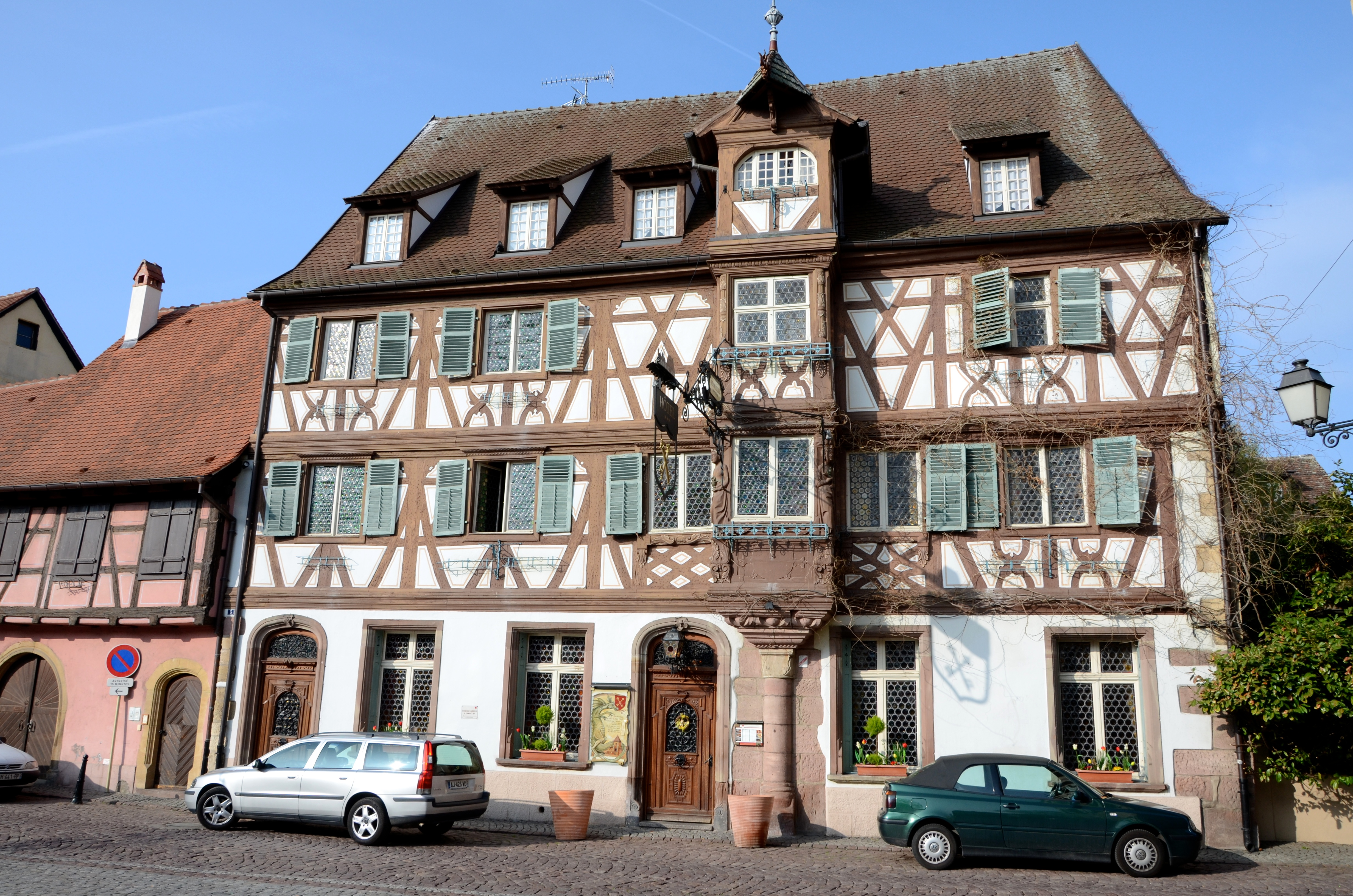
Hôtel des Deux-Clefs (1620).
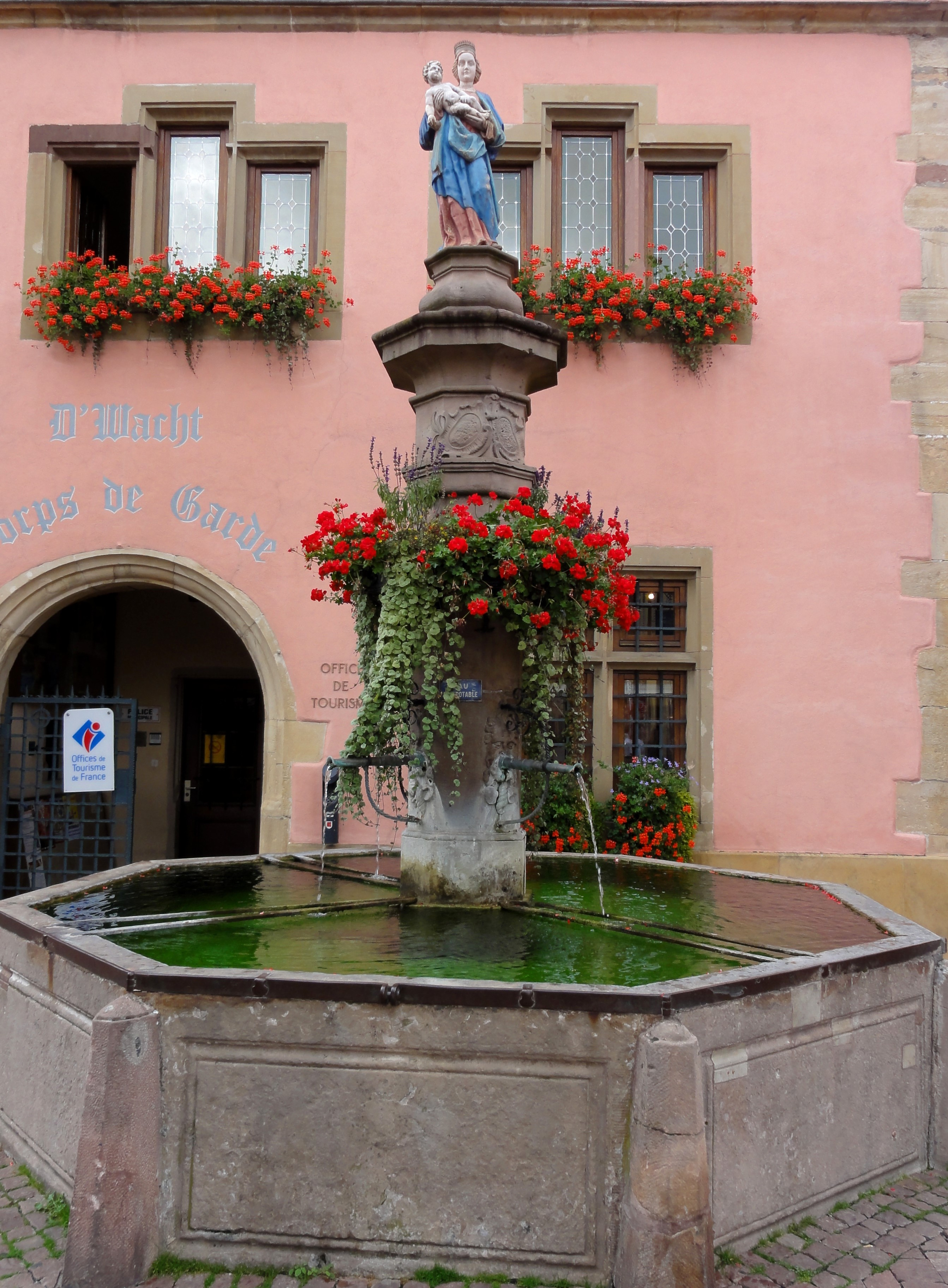
Fontaine (XVIIIe), place Turenne.

### Patrimoine civil
- Musée mémorial des combats de la poche de Colmar, 35, rue du Conseil à Turckheim

Situé au cœur d'une cité médiévale dans un caveau du XVIIIe siècle (ayant servi d'abri aux habitants de Turckheim au cours de la Seconde Guerre mondiale), le musée présente le témoignage de deux longs mois d'enfer au cours de la bataille de la poche de Colmar à travers les acteurs de cet affrontement et la technologie des matériels de l'époque. Il passe au crible toutes les phases de la bataille, sans oublier le sort de la population.
- Cour domaniale de Münster (XIIIe-XVe siècle)[50].
- Hôpital (XVIe-XIXe siècle)[51],[52].
- Ancien hôpital Hospice (XVIe siècle).
- Hôtel de ville (1598 - XVIIIe siècle) (monument historique : inscription en 1930)[53].
- Ancien corps de garde et siège de corporation (XVIe siècle) (monument historique : inscription en 1930)[54],[55],[56].
- Fortification d'agglomération[57]
- Hôtel des Deux-Clefs (1620) (monument historique : inscription en 1930)[58],[59].
- Auberge À L'Homme Sauvage (XVIIe siècle), située 19, Grand-Rue[60].
- Maison du chapelain (XVIe siècle)[61].
- Maison de Vigneron (1596-1713), située 85, Grand-Rue[62].
- Maison (1567), située 62, Grand-Rue[63].
- Maison du prévôt (1653)[64].
- Fontaine (XVIIIe siècle), située place Turenne[65].
- Puits du XVIIIe siècle, place de l'église[66].

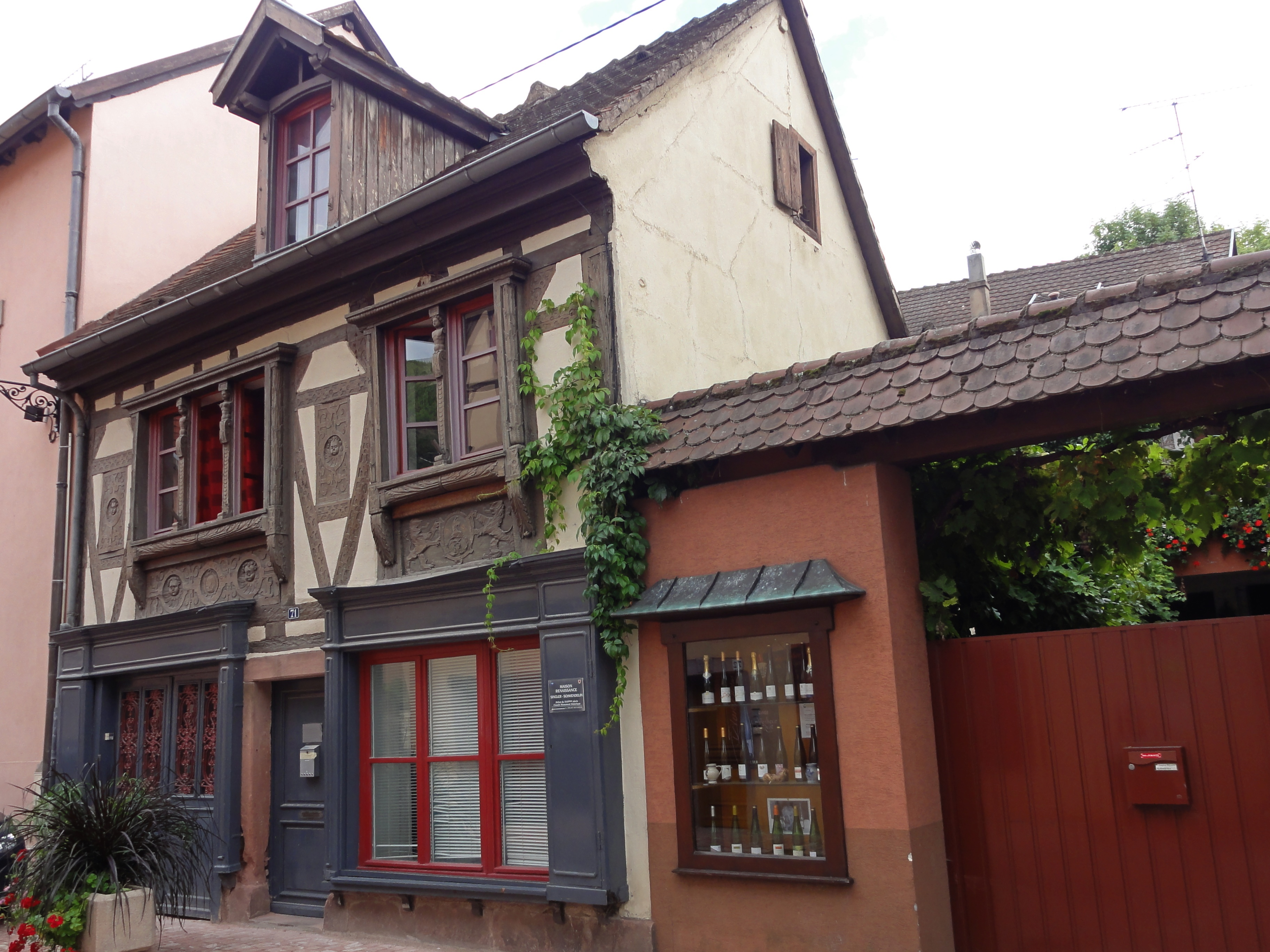
Maison de boulanger (XVIIe), 71 Grand'Rue[67].
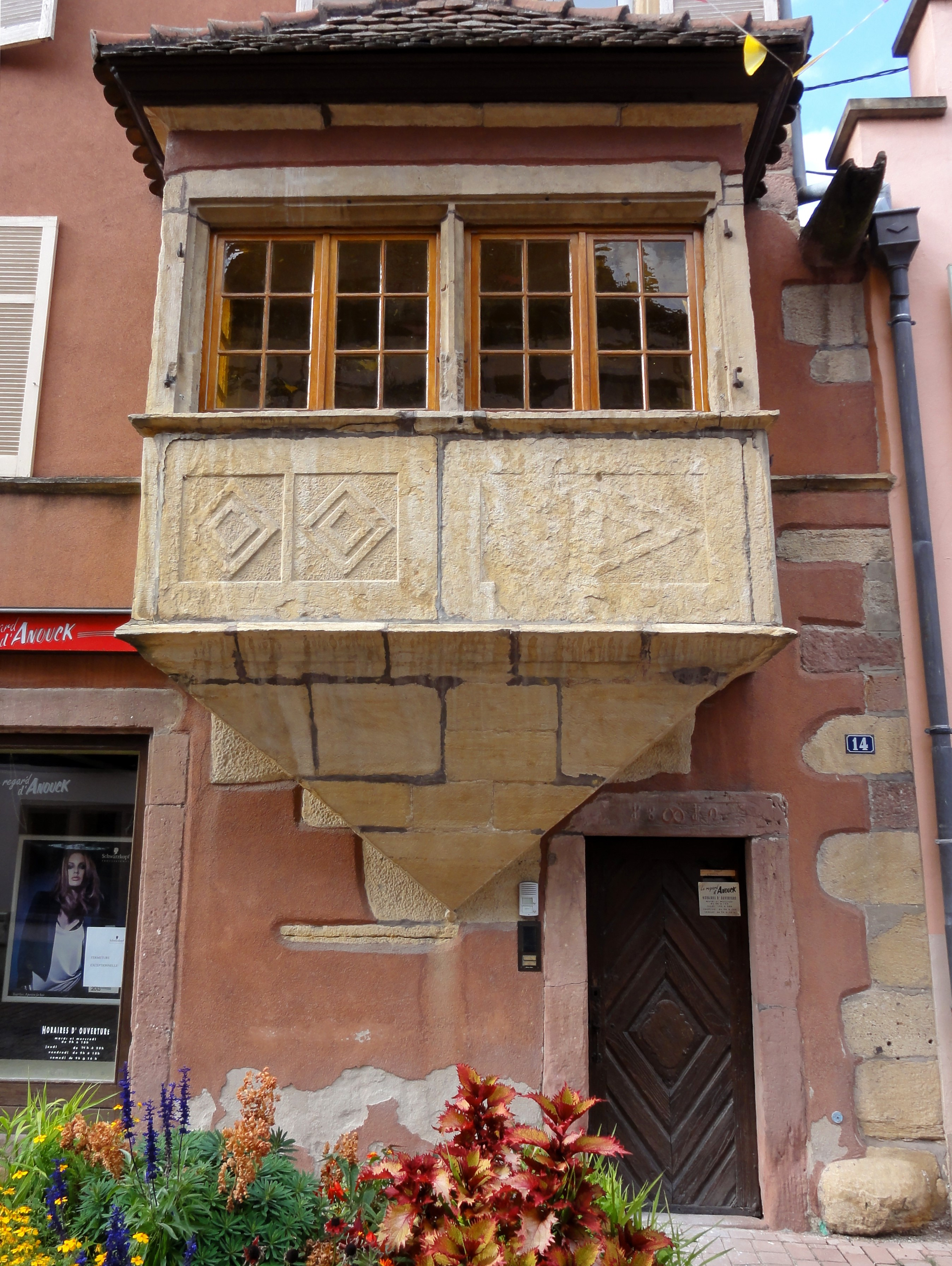
Oriel (XVIe), 14 Grand’Rue[68].
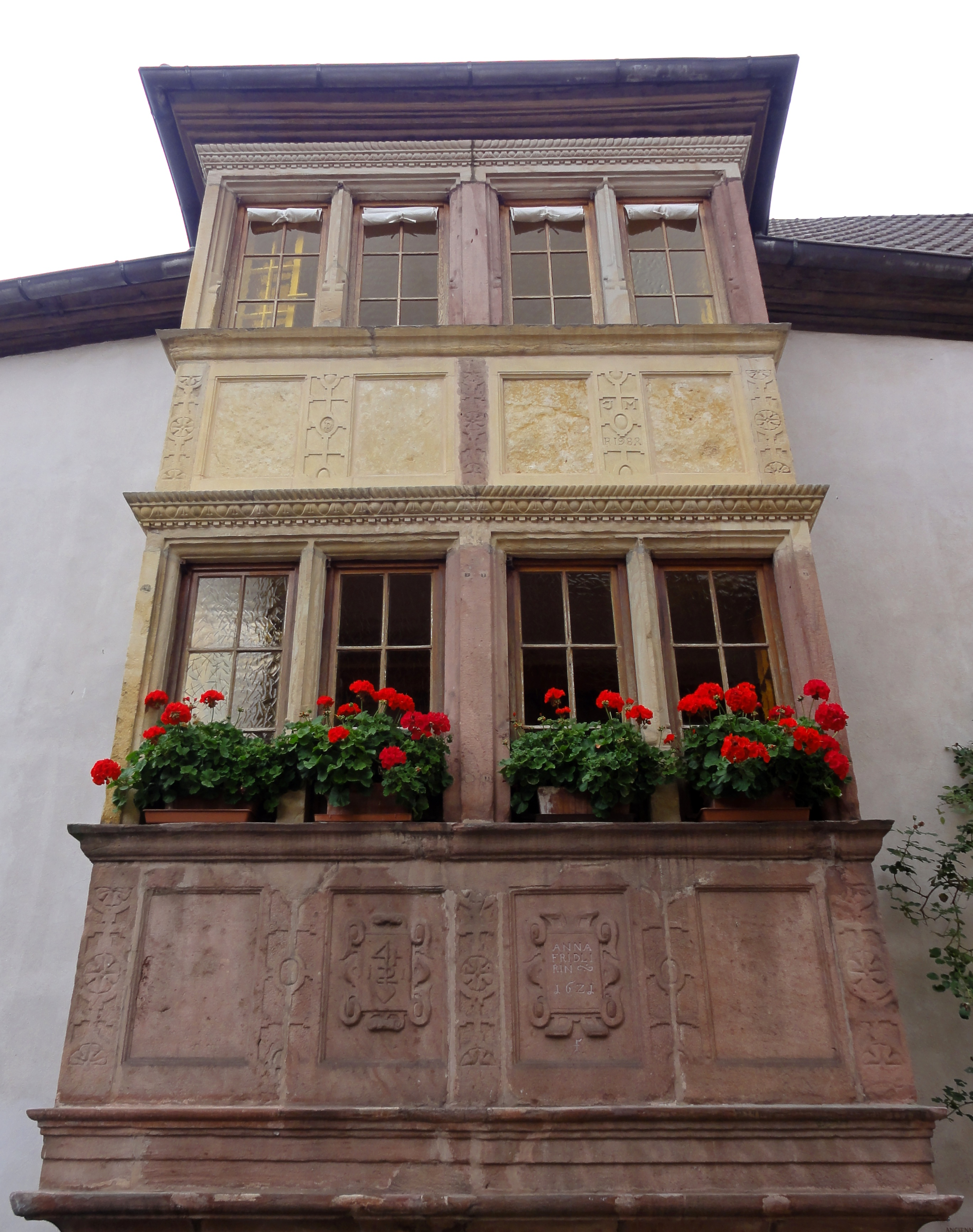
Oriel (XVIIe), ancienne auberge « Au Bœuf Rouge », 4 rue Wickram[69].
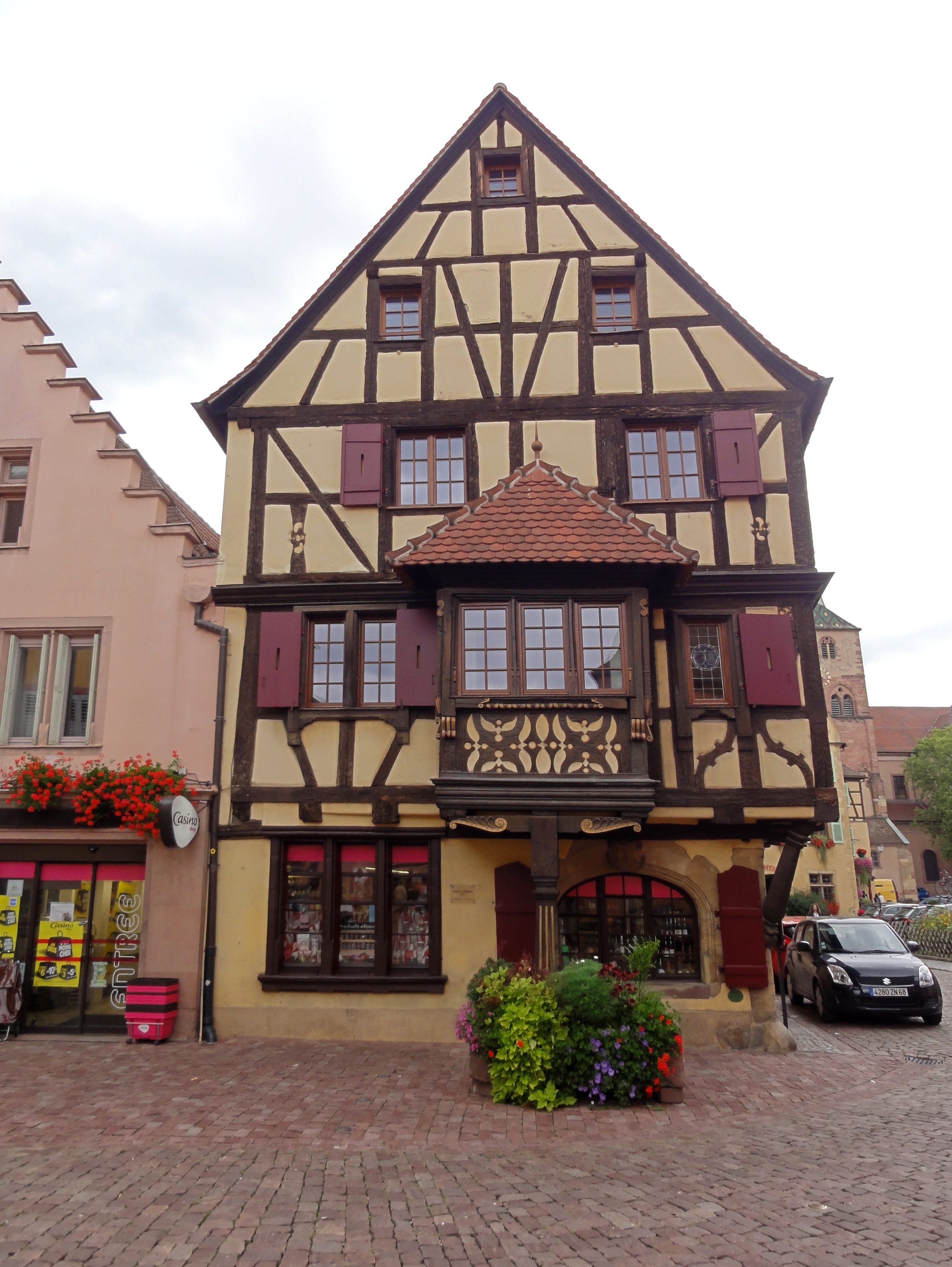
Maison de commerçant (XVIe), 1 bis rue du Conseil[70].
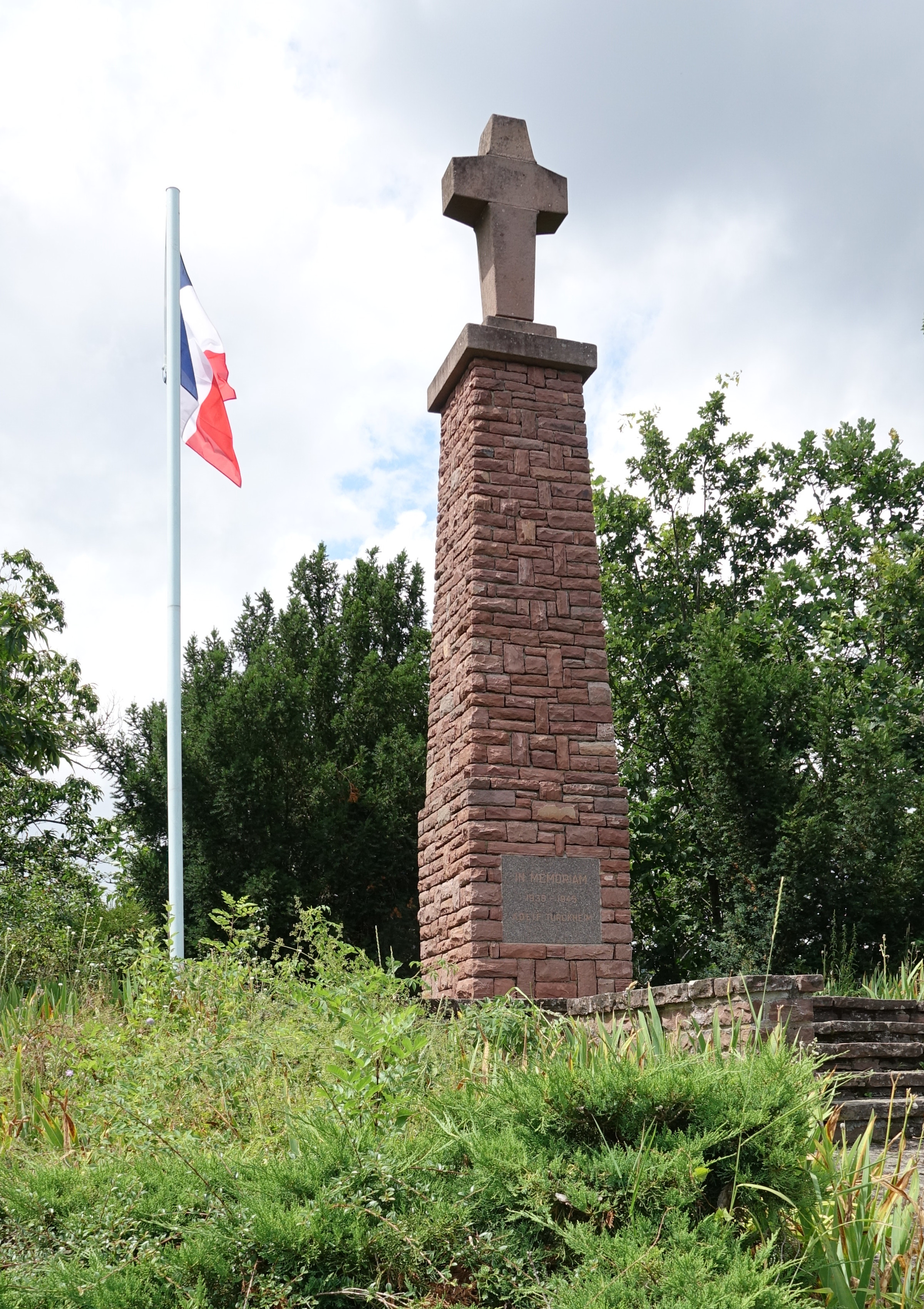
Monument aux malgré-nous.

## Personnalités liées à la commune
- François Resch, homme politique né le 29 mai 1751 à Turckheim (Bas-Rhin) et décédé à une date inconnue.
- Charles Grad, homme politique, écrivain, naturaliste, député protestataire dans la période 1870-1914.
- François Joseph Hauser, dit Ménageur (1752-1832), général des armées de la République et de l'Empire, né à Steinbach, décédé dans la commune.
- Charlotte de Turckheim, actrice, réalisatrice et scénariste, même si ses ancêtres sont issus de Krautergersheim.